# Renault Twin'Z Concept
De Renault Twin'Z Concept is een conceptauto van Renault en is ontworpen door Laurens van den Acker en Ross Lovegrove. De auto heeft een elektromotor met 68 pk (50 kW) en 226 Nm. De Twin'Z Concept heeft een actieradius van 160 km en loopt op 4 lithium-ion batterijpakketten. De auto heeft achterwielaandrijving en een gewicht van 980 kg.

## Bron
- Autoblog